# 篁乡河
篁乡河，又名吉祥河、渡田河，流经中华人民共和国江西省寻乌县和广东省龙川县，是东江上游尋烏水右岸支流，发源于寻乌县寻乌县桂竹帽镇龙归村的担杆坳（海拔878米），东南流经晨光镇和菖蒲乡后进入广东龙川县境内，于龙川县上坪镇的渡田河村汇入东江。河长48.5千米，河道平均比降5.0‰，流域面积272平方千米，年均径流量2.03亿立方米。流域内植被覆盖率为72%，经济以农业、林业为主。